# Danomyia habra
Danomyia habra là một loài ruồi trong họ Asilidae. Danomyia habra được Londt miêu tả năm 1993. Loài này phân bố ở vùng nhiệt đới châu Phi.